# SPEED
SPEED（スピード）は、日本の女性4人組アイドル系ダンス&ボーカルグループ。メンバー全員が沖縄県出身である。
所属事務所はライジングプロダクション。所属レコードレーベルはSONIC GROOVE、公式ファンクラブは「SPEED SPIRITS（2000年3月まで）」、「SPEED WAY（2009年1月から）」。

## 概要
安室奈美恵、MAX等を輩出した沖縄アクターズスクールから8人グループ「BRAND-NEW KIDS」として結成された。1995年11月、『THE夜もヒッパレ』内でグループ名を公募し、1996年1月13日にグループ名が決定。
1995年に初めてテレビ出演した際は、「島袋寛子（小5/11歳）、今井絵理子（小6/12歳）、上原多香子（中1/12歳）、新垣仁絵（中2/14歳）」であった。1996年8月5日、シングル「Body & Soul」でメジャーデビュー。デビュー当時の平均年齢は13.5歳で、当時のメンバー全員が小・中学生であったことが大きな注目を集めた。
音楽プロデューサーに伊秩弘将を据えてデビューから3年弱の期間でミリオンセラーとなった「STEADY」「White Love」「my graduation」「ALL MY TRUE LOVE」などヒット曲を連発した。1999年10月に解散を発表し、2000年3月をもって一旦解散した。
その後、2001年と2003年に二度の期間限定の再結成を経て2008年8月に『24時間テレビ 「愛は地球を救う」』の出演を以て完全復活した。だが、2013年に新垣がライジングを退所して以降は実質グループとしての活動をしていない。

## メンバー
- 新垣仁絵（あらかき ひとえ、HITOE、1981年4月7日（44歳） - ）リーダー
  - 154cm AB型
  - ダンス&コーラス担当
- 上原多香子（うえはら たかこ、1983年1月14日（42歳） - ）
  - 159cm A型
  - ダンス&コーラス担当
- 今井絵理子（いまい えりこ、elly、1983年9月22日（41歳） - ）
  - 156cm O型
  - メインボーカル担当
- 島袋寛子（しまぶくろ ひろこ、hiro、1984年4月7日（41歳） - ）
  - 163cm A型
  - メインボーカル担当

## 来歴

### BRAND-NEW KIDS時代
1992年 - 1995年（詳しい期間は不明）
- 「BRAND-NEW KIDS」として活動し、今井がメインのユニットでSPEEDメンバー4人と千田愛紗、諸見里知美、高江州美紀、比嘉千春[注 2] の8人組のユニットだった。ほどなく比嘉が脱退し7人組となり、最終的には6人組だったようである。

1995年
- 1995年、春先に「BRAND-NEW KIDS」の6人の中から選ばれた4人が「沖縄アクターズスクール」の応接室に呼ばれ、揃ってデビューの誘いを受ける。元々は歌唱力を武器とするハイトーンボイスの島袋寛子と曲の低音を支える今井絵理子の2人でのデビュー予定だったが、ビジュアルの完成度の高い上原多香子と最年長でダンスに定評のあった新垣仁絵が加わり、それぞれ1学年ずつ異なる4人体制となった。
- 同年11月11日、日本テレビの音楽バラエティ『THE夜もヒッパレ』で4人揃って初めてのテレビ出演を果たし、同番組の準レギュラーとして活動を開始。12月2日放送分でグループ名を公募する。
- 当初の計画では、事務所の先輩である安室奈美恵やMAXの成功をもとに、当時流行しているユーロビートポップに、カウボーイハット・スカートの衣装を着てデビューする予定であった。しかし、メンバー4人がTLCの大ファンであり、プロデューサーに「ああいう（TLC）グループになりたいんです！」と言ったことから、ストリートファッションを纏うダンスグループとしてデビューする事が決まったとされている。実際に伊秩弘将が「彼女たちを初めて見たときは、ユーロビートで踊っていた」と語っている。

### SPEED誕生・大ブレイク
1996年
- 1996年1月13日、『THE夜もヒッパレ』でグループ名が「SPEED」に決定し、正式に結成された。公募した結果、候補の中には沖縄出身ということで「沖縄チャキチャキ娘」、「琉球ガールズ」、「ハブとマングース」、「スーパーモンチッチ」などの名前があり、最終候補まで残ったのは「沖縄チャキチャキ娘」と「SPEED」の2つだった。
- それから7ヶ月後の8月5日、満を持して発売されたシングル「Body & Soul」で歌手デビュー、音楽プロデューサーに伊秩弘将を据える。メンバー全員が小中学生であることも話題を呼び、デビュー曲ながら60万枚を超えるセールスを記録。翌9月にメンバーは「沖縄アクターズスクール」を卒業した。
- 10月6日、同校の先輩でもある安室奈美恵がMCを務める日本テレビのバラエティ番組『アムロ今田きっとNo.1』にレギュラー出演開始。10月13日にはニッポン放送でラジオ番組『ハイ!SPEEDで行こう!』がスタートし、解散日まで続くSPEEDの冠番組となった。10月18日リリースのセカンドシングル「STEADY」は初のミリオンセラーを記録。年末の『第38回日本レコード大賞』では「Body & Soul」で新人賞を受賞した。

1997年
- 3月にファンクラブ「SPEED SPIRITS」が発足 。同月発売された3rdシングル「Go! Go! Heaven」は初のオリコンシングルチャート首位を獲得。5月にはファーストアルバム『Starting Over』を発売し、初動売上82万枚でオリコンアルバムチャート首位を記録。
- 7月、お台場特設ステージで初の単独ライブ「Starting Over from ODAIBA」を開催し、2日間で2万人を動員した[注 3]。
- 10月発売のシングル「White Love」は、184.5万枚を売り上げてグループ最大のヒットシングルとなり、年末の『第39回日本レコード大賞』で優秀作品賞を受賞。同日、『第48回NHK紅白歌合戦』に初出場し、トップバッターを務めた。
- 12月22日には、オフィシャルホームページ内でインターネットライブ「SPEED Interactive Live in Christmas」を開催し、全世界82ヵ国から774万件のアクセスを記録した[4]。

1998年
- 4月に発売されたセカンドアルバム『RISE』は初動売上132万枚で首位を獲得し、累計でも200万枚を超えるビッグセールスとなる。
- 同年7月、松竹系映画『アンドロメディア』に初主演。7月18日〜10月10日にかけ初の全国ツアー「SPEED TOUR 1998 RISE」開催。史上最年少記録で全国4大ドーム公演を行い、11ヵ所20公演で約30万人を動員した。
- 11月2日〜11月29日にかけて「1998年バレーボール世界選手権」のオフィシャルサポーターを務め、8thシングル「ALL MY TRUE LOVE」もテーマソングに使用された。
- 12月には初のベストアルバム『MOMENT』をリリースし、2作連続でのダブルミリオンを突破。デビューから3作連続での初動売上80万枚突破は史上初となった。年末には前年同様『第49回NHK紅白歌合戦』に出場し、2年連続でトップバッターを務めた。この年はシングル・アルバム合わせてリリースした5作品が全てオリコンチャートで1位を記録した。

### ソロ活動開始・解散
1999年
- 1月14日〜15日にかけ、沖縄コンベンションセンターで初の凱旋ライブ「SPEED 1999 SPECIAL LIVE」を開催する。この年に入ると、個人でCMやドラマ・映画に出演するなどメンバー個々の活動が本格化する。3月に上原多香子が「my first love」でメンバー初のソロシングルを発売。次いで6月に新垣仁絵が"HITOE'S 57MOV"名義で「INORI」を、8月には島袋寛子が"hiro"名義で「AS TIME GOES BY」を発売し、立て続けにソロデビューを飾った。また、8月21日〜22日放送の日本テレビ『24時間テレビ「愛は地球を救う」』のメインパーソナリティを務め、新垣がチャリティーTシャツのデザインも手がけた。
- 同年の10月5日に記者会見が行われ、翌年の2000年3月31日でのSPEEDの解散が発表された[5]。当初は10月中旬に発表する予定だったが、週刊誌との関係で約1週間発表が前倒しになった。SPEEDの解散を受けて急遽ファイナルツアーが決定され、11月20日〜12月25日にかけて「SPEED DOME TOUR 1999 REAL LIFE」を4大ドームで開催した。12月22日、第1期ラストアルバム『Carry On my way』を発売。現在この作品が、シングル・アルバム含め、最後のオリコン週間ランキング1位獲得作品となっている。12月31日、『第50回NHK紅白歌合戦』に3年連続出場。前年リリースの卒業ソング「my graduation」を披露し、第1部最高となる視聴率55.5%を記録した。

2000年
- 3月に今井絵理子が"Eriko with Crunch"名義で「Red Beat of My Life」でソロデビュー。3月24日、『ハイ!SPEEDで行こう!』内の特別企画「あなたの卒業式をプロデュース」として、練馬区立富士見台小学校で卒業式が行われた。3月26日、事務所社長の平哲夫がラジオ番組で解散後の再結成を示唆する。3月31日、解散当日は テレビ朝日の『ミュージックステーション』に生出演し、ファイナルライブを開催。約20分間、ファン500人の前で全9曲をメドレー形式で披露した。この後放送された同局の『ニュースステーション』ではこのファイナルライブの裏側と4人のインタビューを交えた特集が組まれ放送された。解散までの活動期間はCDデビュー日から数えて3年8か月（1335日）だった。期間中にはシングル11枚、アルバム6枚の計17枚、ミュージック・ビデオ4本をリリース。これらを合わせたトータルセールスは約3000万枚・386億円にのぼった。

#### 補足・逸話
元々所属事務所の社長はグループの発展的解散を考えており、1997年当時から「翌年の全国ツアー終了後に解散しようと思う」と語っていたが、この案はソロの準備期間が必要との声もあり却下された。
メンバーには1998年の夏に解散を勧告。その後1999年の春から具体的な話し合いになり、解散発表の1ヵ月ほど前に決定した。

### 解散後 2001年 - 2007年
解散後、SPEEDのメンバーはそれぞれソロ活動を行っていたが前述の平の発言通り、2008年の完全復活までの8年の間に2度再結成された。
- 2001年、8月に一夜限りの再結成発表があり、10月6日に一夜限りの再結成を果たす。解散以来初の再結成であり、阪神・淡路大震災からの復興をアピールする「See阪神・淡路キャンペーン」目玉イベント「淡路夢舞台スーパーフラワーズライブ2001」の初日に登場した。12月12日、12thシングル「One More Dream」発売。 事務所がキャンペーンソングとして新たに作られたこの曲を10万枚限定で発売。12月26日にはスポーツ報知により、発売後2週目で完売したと報じられた。また2001年10月、（当時ソロとして）所属レコードレーベルをトイズファクトリーからSONIC GROOVEへ移籍。ただし、12thシングル「One More Dream」はトイズファクトリーからリリースされている。
- 2003年、4月に約1年半ぶり2度目となる期間限定の再結成発表があった。 「Save the Children 一緒に、始めよう。プロジェクト」を発足、キャンペーンのメッセンジャーとして集結し日本全国に募金を呼びかけることを発表、5月には期間限定の全国ツアー「Save the Children SPEED LIVE 2003」開催を発表。エイベックス本社で会見を開いた。8月27日、約2年ぶりとなる13thシングル「Be My Love」を発売する。9月〜11月にかけ、期間限定の全国ツアー「Save the Children SPEED LIVE 2003」を開催。11月27日、14thシングル「Walking in the rain/Stars to shine again」・4thアルバム「BRIDGE」同時発売。約4年ぶりのオリジナルアルバムリリースであった。12月31日、形としてはこの日で二度目の再結成は終了した。
- 2006年、8月1日にトイズファクトリーがデビュー10周年記念サイト「SPEED 10th Anniversary」を開設する。5日、トイズファクトリー在籍時に発売されたInstrumentalを除く全シングル・アルバムの収録楽曲が着うたで配信開始された。

### 完全復活（第2期）2008年 - 2013年
- 2008年、約5年ぶり3度目の再結成が発表された。8月に第1期時代の全楽曲が着うたフルで、また全シングル11曲がビデオクリップで配信を開始。同月31日、『24時間テレビ「愛は地球を救う」』に出演。全5曲をメドレー形式で披露し、これをきっかけに完全復活することとなった。11月、約5年ぶりとなる15thシングル「あしたの空」発売。大晦日には9年ぶり4回目となる『第59回NHK紅白歌合戦』に出場した。
- 2009年、元旦に新ファンクラブ「SPEED WAY」発足。5月にはシングル「S.P.D.」発売。8月、約5年ぶりのベストアルバム『SPEEDLAND -The Premium Best Re Tracks-』を発売。9月5日〜11月1日（当初の予定では10月25日、理由は後述）にかけ、約6年ぶりとなる全国ツアー「[FamilyMart presents SPEED LIVE 2009 -Welcome to SPEEDLAND-]」を開催。だが9月27日、上原が前日の金沢公演中に腰椎を負傷し公演開催が不可能となったため、急遽公演中止となり11月1日に延期された。10月、ベストジーニスト2009受賞。自身としては初めてのベストジーニスト受賞であり（個人でも受賞歴は無し）、また賞自体は2003年以来約6年ぶりの受賞となった。同月31日、ベストアルバム『SPEEDLAND』購入者特典として、自身初のトークイベントを開催した（詳細はイベントの項を参照）。翌11月、写真集『Welcome to SPEEDLAND』を発売。約6年ぶりの写真集発売となった。12月、ライブDVD『Welcome to SPEEDLAND SPEED LIVE 2009@武道館』を発売、写真集同様約6年ぶりのDVD発売となった。
- 2010年、4月にニッポン放送で『ハイ!SPEEDでもっかい行ってみよう!』1996年10月から解散当日まで放送された『ハイ!SPEEDで行こう!』が特番として一夜限りで復活した。同月21日、シングル「ヒマワリ -Growing Sunflower-」を発売。4月23日〜7月16日にかけ、前年に引き続き2年連続となる自身6度目の全国ツアー「SPEED LIVE 2010〜GLOWING SUN FLOWER〜」を開催。8月、大阪・長居陸上競技場で野外ライブa-nationに初出演。翌週29日の味の素スタジアム公演にも出演。9月、18thシングル「指環」を発売する。また、CM「HEATFACT」レディス篇が放映開始。イオン「HEATFACT」CMレディス篇の新キャラクターとして約7年ぶりにCM出演をした。CM曲には伊秩弘将が書き下ろした「Let's Heat Up!」が使用された。11月、19thシングル「Let's Heat Up!」を発売。同月、ライブDVD『GLOWING SUNFLOWER SPEED LIVE 2010@大阪城ホール』を発売。
- 2011年、4月にデビュー曲からのMUSIC CLIPやライブ映像などを収めたDVD『BIBLE -SPEED BEST CLIPS-』をリリース。8には、2010年12月〜2011年1月にテレビCMのみで流れていた新曲「リトルダンサー」をシングルでリリース。CDのリリースはこの1枚のみでこの年はグループより個々の活動が多く、ライブツアーは開催されなかったが、代替として「SPEED FanMeeting 2011」と題したイベントが日本全国4か所で開催された。
- 2012年、11月に2003年以来9年ぶりのオリジナルアルバム『4 COLORS』をリリース。
- 2013年、3月にレーベル移籍後のシングル曲のMUSIC VIDEOとオフショット映像を一枚に収めた『SONIC GROOVE CLIPS』をブルーレイでリリース。しかし4月、新垣が結婚した際に所属事務所との契約を更新せず、退所していたことが2014年10月に判明した。

### 2018年 - 25周年
- 2018年、8月1日にデビュー曲『Body & Soul』から最新アルバム『4 COLORS』までの全楽曲及びミュージック・ビデオが、サブスクリプション定額サービスにおいて一斉にストリーミング配信が行われた[6][7]。
- 2020年、10月に公式サイトにおいて謎の日秒数をカウントする表示が掲載された。6日の午前10:00頃に最初の発表を行い、今後の25周年に関するリリース情報を13日に上述の時間内に改めて発表することを動画付で告知された。その後は再び上述のカウント表示に戻った。
- 2020年10月13日、上述の通り2021年1月13日に初の11枚組CDボックス『SPEED MUSIC BOX -ALL THE MEMORIES-』がリリースされた。これまでにリリースした全楽曲（シングル曲・カップリング曲・アルバム曲）をリリース順に収めたCD8枚に加え、未発表音源「Affection」が初収録される他、CD8枚の全曲がハイレゾによる高音質のBlu-ray Audioを搭載したディスク2枚、1999年に行われた未映像化とされている「Final Summer Dream Stage in 千葉マリンスタジアム」の模様を収めたBlu-ray、これまでの貴重な秘蔵写真などで構成されたヴィジュアルブックレットが付属された豪華BOX仕様で発売される[8]。リリースに先駆けて特設サイトも開設された。25周年を祝福する各アーティスト及び、タレントやプロデューサー等がコメントを寄せている[9]。
- 2021年8月5日、デビュー25周年を迎えた。これらを記念してグループ初のトリビュート・アルバム『SPEED 25th Anniversary TRIBUTE ALBUM “SPEED SPIRITS”』を11月11日にリリースされた。リリースに先駆け、公式Twitter及びInstagramを開設[10]。
- 2021年11月1日、上述のトリビュート・アルバムのジャケットビジュアル及びアートワークが元メンバーの新垣仁絵が書き下ろしている事を明かし[11]、同時にグループ脱退後初となるInstagramの公式アカウントも開設されている。

## 受賞歴
| 年     | 賞（作品）                                                                    |
| ------ | ----------------------------------------------------------------------------- |
| 1996年 | 第1回アイドルミュージックアワード 最優秀新人賞                                |
| 1996年 | 第29回日本有線大賞 新人賞 - 「Body & Soul」                                   |
| 1996年 | 第38回日本レコード大賞 新人賞 - 「Body & Soul」                               |
| 1997年 | 第34回ゴールデン・アロー賞 音楽新人賞                                         |
| 1997年 | 第11回日本ゴールドディスク大賞 BEST 5 NEW ARTIST賞                            |
| 1997年 | 第30回全日本有線放送大賞 吉田正賞 - 「White Love」                            |
| 1997年 | 第39回日本レコード大賞 優秀作品賞 - 「White Love」                            |
| 1997年 | 第30回日本レコードセールス大賞 ゴールデン賞2位                                |
| 1998年 | 第12回日本ゴールドディスク大賞 BEST POP ALBUM OF THE YEAR - 『Starting Over』 |
| 1998年 | 第31回全日本有線放送大賞 読売テレビ特別賞 - 「ALL MY TRUE LOVE」              |
| 1998年 | 第31回日本有線大賞 有線音楽優秀賞 - 「ALL MY TRUE LOVE」                      |
| 1998年 | 第11回日刊スポーツ映画大賞 新人賞 - 『アンドロメディア』                      |
| 1998年 | 第40回日本レコード大賞 優秀作品賞 - 「ALIVE」                                 |
| 1999年 | 第13回日本ゴールドディスク大賞 POP ALBUM OF THE YEAR - 『RISE』               |
| 1999年 | 第13回日本ゴールドディスク大賞 POP ALBUM OF THE YEAR - 『MOMENT』             |
| 1999年 | 第13回日本ゴールドディスク大賞 SONG OF THE YEAR - 「my graduation」           |
| 1999年 | 第13回日本ゴールドディスク大賞 SONG OF THE YEAR - 「ALIVE」                   |
| 1999年 | 第13回日本ゴールドディスク大賞 SONG OF THE YEAR - 「ALL MY TRUE LOVE」        |
| 1999年 | 第32回全日本有線放送大賞 ゴールドリクエスト賞 - 「Long Way Home」             |
| 2000年 | 第14回日本ゴールドディスク大賞 POP ALBUM OF THE YEAR - 『Carry On my way』    |
| 2003年 | 第45回日本レコード大賞 特別賞                                                 |
| 2009年 | ベストジーニスト2009 - 協議会選出部門                                         |
| 2009年 | 第51回日本レコード大賞 企画賞 - 『SPEEDLAND -The Premium Best Re Tracks-』    |

## 作品

### シングル

#### CDシングル
| 枚                           | 発売日                     | タイトル                                   | クレジット | 販売形態                   | 規格品番                   | 順位 (オリコン)            | RIAJ認定                   | 初出アルバム                           |                            |
| 第1期 (トイズファクトリー)   | 第1期 (トイズファクトリー) | 第1期 (トイズファクトリー)                 | 第1期 (トイズファクトリー)                                                                                                   | 第1期 (トイズファクトリー) | 第1期 (トイズファクトリー) | 第1期 (トイズファクトリー) | 第1期 (トイズファクトリー) | 第1期 (トイズファクトリー)             | 第1期 (トイズファクトリー) |
| ---------------------------- | -------------------------- | ------------------------------------------ | --- | -------------------------- | -------------------------- | -------------------------- | -------------------------- | -------------------------------------- | -------------------------- |
| 1                            | 1996年8月5日               | Body & Soul                                | 作詞・作曲：伊秩弘将 編曲：水島康貴                                                                                          | 8cmCD                      | TFDC-28047                 | 4位                        | プラチナ                   | Starting Over                          |                            |
| 2                            | 1996年11月18日             | STEADY                                     | 作詞・作曲：伊秩弘将 編曲：水島康貴                                                                                          | 8cmCD                      | TFDC-28048                 | 2位                        | ミリオン                   | Starting Over                          |                            |
| 3                            | 1997年3月26日              | Go! Go! Heaven                             | 作詞・作曲：伊秩弘将 編曲：水島康貴                                                                                          | 8cmCD                      | TFDC-28061                 | 1位                        | ミリオン                   | Starting Over                          |                            |
| 4                            | 1997年8月6日               | Wake Me Up!                                | 作詞・作曲：伊秩弘将 編曲：水島康貴                                                                                          | 8cmCD                      | TFDC-28064                 | 2位                        | プラチナ                   | RISE                                   |                            |
| 5                            | 1997年10月15日             | White Love                                 | 作詞・作曲：伊秩弘将 編曲：水島康貴                                                                                          | 8cmCD                      | TFDC-28074                 | 1位                        | ダブル・ミリオン           | RISE                                   |                            |
| 6                            | 1998年2月18日              | my graduation                              | 作詞・作曲：伊秩弘将 編曲：水島康貴                                                                                          | 8cmCD                      | TFDC-28078                 | 1位                        | ミリオン                   | RISE                                   |                            |
| 7                            | 1998年7月1日               | ALIVE                                      | 作詞・作曲：伊秩弘将 編曲：水島康貴                                                                                          | 8cmCD                      | TFDC-28087                 | 1位                        | ミリオン                   | MOMENT                                 |                            |
| 8                            | 1998年10月28日             | ALL MY TRUE LOVE                           | 作詞・作曲：伊秩弘将 編曲：水島康貴                                                                                          | 12cmCD                     | TFCC-87018                 | 1位                        | ミリオン                   | MOMENT                                 |                            |
| 9                            | 1999年2月17日              | Precious Time                              | 作詞・作曲：伊秩弘将 編曲：水島康貴                                                                                          | 8cmCD                      | TFDC-28096                 | 2位                        | ミリオン                   | Carry On my way                        |                            |
| 10                           | 1999年5月19日              | Breakin' out to the morning                | 作詞・作曲：伊秩弘将 編曲：水島康貴                                                                                          | 12cmCD                     | TFCC-87031                 | 2位                        | プラチナ                   | Carry On my way                        |                            |
| 11                           | 1999年11月3日              | Long Way Home                              | 作詞・作曲：伊秩弘将 編曲：水島康貴                                                                                          | 12cmCD                     | TFCC-87046                 | 2位                        | プラチナ                   | Carry On my way                        |                            |
| 1日限定 (トイズファクトリー) |                            |                                            | |                            |                            |                            |                            |                                        |                            |
| 12                           | 2001年12月12日             | One More Dream                             | 作詞・作曲：伊秩弘将 編曲：水島康貴                                                                                          | CD                         | TFCC-89019                 | 5位                        | ゴールド                   | -                                      |                            |
| 第2期 (SONIC GROOVE)         |                            |                                            | |                            |                            |                            |                            |                                        |                            |
| 13                           | 2003年8月27日              | Be My Love                                 | 作詞・作曲：伊秩弘将 編曲：水島康貴                                                                                          | CCCD                       | AVCD-16041                 | 2位                        | ゴールド                   | BRIDGE                                 |                            |
| 14                           | 2003年11月27日             | Walking in the rain / Stars to shine again | (#1) 作詞：安岡優 作曲：黒沢薫 編曲：宇佐美秀文, 松本圭司 (#2) 作詞：Tommy february⁶ 作曲：MALIBU CONVERTIBLE 編曲：上杉洋史 | CCCD                       | AVCD-16044                 | 13位                       |                            | BRIDGE                                 |                            |
| 第3期 (SONIC GROOVE)         |                            |                                            | |                            |                            |                            |                            |                                        |                            |
| 15                           | 2008年11月12日             | あしたの空                                 | 作詞・作曲：伊秩弘将 編曲：U-key zone, 中山聡                                                                                | CD+DVD CD                  | AVCD-16166/B AVCD-16167    | 3位                        | ゴールド                   | SPEEDLAND -The Premium Best Re Tracks- |                            |
| 16                           | 2009年5月27日              | S.P.D.                                     | 作詞：shungo. 作曲：Kye Sones, Peter Martin, Jonathan Shave                                                                  | CD+DVD CD                  | AVCD-16180/B AVCD-16181    | 8位                        |                            | 4 COLORS                               |                            |
| 17                           | 2010年4月21日              | ヒマワリ -Growing Sunflower-               | 作詞・作曲：伊秩弘将 編曲：THE FLIXX                                                                                         | CD+DVD CD                  | AVCD-16202/B AVCD-16203    | 9位                        |                            | 4 COLORS                               |                            |
| 18                           | 2010年9月1日               | 指環                                       | 作詞：島内大樹, JIN 作曲：島内大樹 編曲：nishi-ken                                                                           | CD+DVD CD                  | AVCD-16213/B AVCD-16214    | 10位                       |                            | 4 COLORS                               |                            |
| 19                           | 2010年11月10日             | Let's Heat Up!                             | 作詞・作曲：伊秩弘将 編曲：塩川満己                                                                                          | CD+DVD CD                  | AVCD-16217/B AVCD-16218    | 15位                       |                            | 4 COLORS                               |                            |
| 20                           | 2011年8月10日              | リトルダンサー                             | 作詞・作曲・編曲： YUKI "Jolly Roger"                                                                                        | CD+DVD CD                  | AVCD-16238/B AVCD-16239    | 18位                       |                            | 4 COLORS                               |                            |

#### デジタルシングル（配信限定）
| 配信日       | タイトル                     | 備考 |
| ------------ | ---------------------------- | --- |
| 2009年9月5日 | スピネットいまいテーマソング | 全国ツアー『FamilyMart presents SPEED LIVE 2009 -Welcome to SPEEDLAND-』のグッズ紹介番組「スピネットいまい」のテーマソング。 VISION FACTORY携帯サイトのみで期間限定配信。                         |
| 2010年3月8日 | Happy Birthday to You        | 日本ユニセフ協会が全面に企画した着うた限定の書き下ろし曲。 楽曲をダウンロードすると乳幼児死亡率低下促進活動に寄付ができるという「HAPPY BIRTHDAY DOWNLOAD for children」プロジェクトに参加できる。 |

### アルバム

#### オリジナルアルバム
| 枚                         | 発売日                     | タイトル                   | 規格                       | 品番                                                         | 順位 (オリコン)            | RIAJ認定                   |                            |                            |                            |
| 第1期 (トイズファクトリー) | 第1期 (トイズファクトリー) | 第1期 (トイズファクトリー) | 第1期 (トイズファクトリー) | 第1期 (トイズファクトリー)                                   | 第1期 (トイズファクトリー) | 第1期 (トイズファクトリー) | 第1期 (トイズファクトリー) | 第1期 (トイズファクトリー) | 第1期 (トイズファクトリー) |
| -------------------------- | -------------------------- | -------------------------- | -------------------------- | ------------------------------------------------------------ | -------------------------- | -------------------------- | -------------------------- | -------------------------- | -------------------------- |
| 1st                        | 1997年5月21日              | Starting Over              | CD                         | TFCC-88100                                                   | 1位                        | ダブル・ミリオン           |                            |                            |                            |
| 2nd                        | 1998年4月29日              | RISE                       | CD                         | TFCC-88118                                                   | 1位                        | トリプル・ミリオン         |                            |                            |                            |
| 3rd                        | 1999年12月22日             | Carry On my way            | CD                         | TFCC-88142                                                   | 1位                        | ミリオン                   |                            |                            |                            |
| 第2期 (SONIC GROOVE)       |                            |                            |                            |                                                              |                            |                            |                            |                            |                            |
| 4th                        | 2003年11月27日             | BRIDGE                     | CCCD                       | AVCD-16042                                                   | 9位                        | ゴールド                   |                            |                            |                            |
| 第3期 (SONIC GROOVE)       |                            |                            |                            |                                                              |                            |                            |                            |                            |                            |
| 5th                        | 2012年11月14日             | 4 COLORS                   | CD+2DVD CD+DVD CD CD+2DVD  | AVCD-16301/B~C AVCD-16302/B AVCD-16303 AVC1-16304 (FC限定盤) | 16位                       |                            |                            |                            |                            |

#### その他のアルバム
|              | 発売日         | タイトル                                            | 規格      | 品番                    | 順位 (オリコン) | RIAJ認定           |
| ------------ | -------------- | --------------------------------------------------- | --------- | ----------------------- | --------------- | ------------------ |
| ベスト       | 1998年12月16日 | MOMENT                                              | CD        | TFCC-88136              | 1               | トリプル・ミリオン |
| ベスト       | 2000年3月29日  | SPEED THE MEMORIAL BEST 1335days Dear Friends 1     | CD        | TFCC-88161              | 4               | プラチナ           |
| ベスト       | 2000年3月29日  | SPEED THE MEMORIAL BEST 1335days Dear Friends 2     | CD        | TFCC-88162              | 3               | プラチナ           |
| ライブ       | 2001年12月19日 | SPEED MEMORIAL LIVE “One More Dream” + Remix!!!     | CD        | TFCC-88198              | 7               |                    |
| ライブ       | 2004年2月11日  | BEST HITS LIVE〜Save The Children SPEED LIVE 2003〜 | CD        | AVCD-16046              | 15              |                    |
| セルフカバー | 2009年8月5日   | SPEEDLAND -The Premium Best Re Tracks-              | CD+DVD CD | AVCD-16186/B AVCD-16187 | 2               | ゴールド           |
| トリビュート | 2021年11月11日 | SPEED SPIRITS                                       | CD        | AVCD-98079              | 22              |                    |

- 発売中止タイトル
「Dear Friends 3」（2013年12月4日発売 → 中止）

未発表曲「Affection」とファン投票上位23曲の計24曲を収録予定とされていた（投票も実施されていない）が、発表直後に販売が中止となった。その後も白紙のままとなっていたが、8年後の2021年1月13日に発売された25周年記念ベストボックス『SPEED MUSIC BOX -ALL THE MEMORIES-』において上述の未発表曲が改めて収録された（後述）。

#### CD BOX
| 発売日        | タイトル                           | 規格         | 品番              | オリコン 順位 | RIAJ認定 |
| ------------- | ---------------------------------- | ------------ | ----------------- | ------------- | -------- |
| 2021年1月13日 | SPEED MUSIC BOX -ALL THE MEMORIES- | 8CD+3Blu-ray | AVCD-98025~32/B~D | 13            | -        |

### 映像作品
|                  | 発売日         | タイトル                                       | 規格    |
| ---------------- | -------------- | ---------------------------------------------- | ------- |
| ライブ映像       | 1997年11月19日 | SPEED First Live 〜Starting Over from ODAIBA〜 | VHS     |
| ライブ映像       | 2003年9月18日  | SPEED First Live 〜Starting Over from ODAIBA〜 | DVD     |
| PV集             | 1998年3月18日  | SPEED VIDEO CLIPS「SPEED SPIRITS I」           | VHS     |
| PV集             | 2003年10月22日 | SPEED VIDEO CLIPS「SPEED SPIRITS I」           | DVD     |
| ライブ映像       | 1999年1月20日  | SPEED TOUR RISE IN TOKYO DOME                  | VHS     |
| ライブ映像       | 2003年9月18日  | SPEED TOUR RISE IN TOKYO DOME                  | DVD     |
| ライブ映像       | 2000年3月1日   | SPEED FINAL DOME TOUR REAL LIFE                | VHS     |
| ライブ映像       | 2003年9月18日  | SPEED FINAL DOME TOUR REAL LIFE                | DVD     |
| PV集             | 2000年9月27日  | SPEED VIDEO CLIPS「SPEED SPIRITS II」          | VHS     |
| PV集             | 2003年10月22日 | SPEED VIDEO CLIPS「SPEED SPIRITS II」          | DVD     |
| PV集             | 2000年12月20日 | SPEED VIDEO CLIPS「SPEED SPIRITS COMPLETE」    | DVD     |
| ライブ映像       | 2003年12月25日 | Save the Children SPEED LIVE 2003              | DVD     |
| ライブ映像       | 2009年12月30日 | Welcome to SPEEDLAND SPEED LIVE 2009@武道館    | DVD     |
| ライブ映像       | 2010年11月24日 | GLOWING SUNFLOWER SPEED LIVE 2010@大阪城ホール | DVD     |
| ライブ映像       | 2012年12月12日 | GLOWING SUNFLOWER SPEED LIVE 2010@大阪城ホール | Blu-ray |
| PV集             | 2011年4月27日  | BIBLE -SPEED BEST CLIPS-                       | DVD     |
| PV集             | 2013年3月13日  | SONIC GROOVE CLIPS                             | Blu-ray |
| ライブ・ビデオ集 | 2022年3月30日  | SPEED LIVE BOX -ALL THE HISTORY-               | Blu-ray |

### 書籍

#### 写真集
- SPEED—Welcome to SPEEDLAND（2009年11月18日刊行、青志社出版） ISBN 9784903853734
  - 2009年9月から約2か月にわたって行なわれた、約6年ぶり自身5度目のライブツアー『FamilyMart presents SPEED LIVE 2009 -Welcome to SPEEDLAND-』の様子等が掲載されている自身3冊目のライブ写真集。
  - 前作「BRIDGE」以来約6年ぶりの撮り下ろし写真集となった。
  - ライブツアーやメンバー同士で撮り合った撮り下ろし写真540点のほか、音楽プロデューサー・伊秩弘将とメンバー4人のインタビューが掲載されている。
  - プレミアム特典として「SPEEDLAND Tour Pass（限定シリアルナンバー付）」が封入されている。

### その他

#### オムニバスアルバム
| アルバム名                                                  | 発売日         | トラック  | 収録曲                            |
| ----------------------------------------------------------- | -------------- | --------- | --------------------------------- |
| VELFARRE J-POP NIGHT presents DANCE with YOU                | 1997年7月24日  | M3        | ウォンテッド (指名手配)           |
| VELFARRE J-POP NIGHT presents DANCE with YOU                | 1997年7月24日  | M4        | カルメン'77                       |
| VELFARRE J-POP NIGHT presents DANCE with YOU                | 1997年7月24日  | M8        | サウスポー                        |
| アンドロメディア オリジナルサウンドトラック                 | 1998年8月5日   | M16       | ALIVE                             |
| アンドロメディア オリジナルサウンドトラック                 | 1998年8月5日   | M10       | Luv Vibration (ANDROMEDIA MIX)    |
| TRUE LOVE 〜WINTER BEST SONGS〜                             | 2002年11月27日 | M1        | White Love                        |
| 青春歌年鑑 90年代総集編                                     | 2004年11月3日  | DISC2/M11 | White Love                        |
| 速報! 歌の大辞テン!! Presents BALLADS DAIJITEN 昭和 VS 平成 | 2005年3月2日   | M11       | my graduation                     |
| SUPER EURO GROOVE J-EURO SPECIAL SELECTION                  | 2005年3月30日  | M7        | Go! Go! Heaven (TIME ULTRA REMIX) |
| SUPER EURO GROOVE J-EURO SPECIAL SELECTION                  | 2005年3月30日  | M8        | White Love (Eurobeat Mix)         |
| SUPER EURO GROOVE J-EURO SPECIAL SELECTION                  | 2005年3月30日  | M9        | Be My Love (Euro Power Mix)       |
| a-box 〜avex Best Hit Collection〜                          | 2006年2月10日  | DISC4/M7  | Be My Love                        |
| FUN Greatest Hits of 90's                                   | 2006年3月1日   | DISC3/M7  | White Love                        |
| Summer                                                      | 2006年7月5日   | DISC1/M8  | Body & Soul                       |
| SUPER EURO GROOVE J-EURO NON STOP SPECIAL EDITION           | 2006年9月6日   | M2        | Be My Love (Euro Power Mix)       |
| SUPER EURO GROOVE J-EURO NON STOP SPECIAL EDITION           | 2006年9月6日   | M3        | White Love (Eurobeat Mix)         |
| SUPER EURO GROOVE J-EURO NON STOP SPECIAL EDITION           | 2006年9月6日   | M5        | Go! Go! Heaven (TIME ULTRA REMIX) |
| Fantastic Christmas                                         | 2006年11月8日  | M22       | White Love                        |
| Hot Summer                                                  | 2007年7月4日   | DISC1/M11 | Wake Me Up!                       |
| Regain                                                      | 2007年7月11日  | M5        | Go! Go! Heaven                    |
| ウインターソング                                            | 2007年12月5日  | DISC1/M4  | White Love                        |
| Lovely! Cute&Sweet J-Ballads                                | 2008年1月30日  | M1        | White Love                        |
| I♥30 〜My Melody〜                                          | 2008年3月26日  | M8        | STEADY                            |
| スプラッシュ!!                                              | 2008年7月9日   | M12       | Go! Go! Heaven                    |
| Lovely! Pop&Cute Dance Trax                                 | 2008年7月23日  | M7        | STEADY                            |
| Lovely! Pop&Cute Dance Trax                                 | 2008年7月23日  | M13       | ALL MY TRUE LOVE                  |
| クライマックス ロマンティック・ソングス                     | 2008年8月20日  | DISC2/M10 | my graduation                     |
| VISION FACTORY COMPILATION 〜阿久悠、作家生活40周年記念〜   | 2008年12月3日  | M2        | ジョニィへの伝言                  |
| VISION FACTORY COMPILATION 〜阿久悠、作家生活40周年記念〜   | 2008年12月3日  | M6        | 五番街のマリーへ                  |
| J-ポッパー伝説2 [DJ和 in WHAT's IN? 20th MIX]               | 2009年2月18日  | M4        | Body & Soul                       |
| カラアゲ!!                                                  | 2009年2月25日  | M8        | Be My Love                        |
| スポコン! 〜sports music compilation〜                      | 2009年2月25日  | M14       | ALL MY TRUE LOVE                  |
| CDTV NO.1 HITS 〜コイウタ〜                                 | 2009年12月23日 | M6        | White Love                        |
| CDTV NO.1 HITS 〜ナキウタ〜                                 | 2009年12月23日 | M7        | my graduation                     |
| J-ポッパー伝説涙 [DJ和 in No.1 J-POP MIX]                   | 2010年2月17日  | M16       | White Love                        |
| 映画30周年記念企画 ドラえもん映画主題歌大全集               | 2010年2月24日  | DISC1/M15 | 季節がいく時                      |
| 胸キュン90's 〜ひとりで聴きたい恋の唄〜                     | 2010年3月17日  | DISC1/M13 | my graduation                     |
| 胸キュン90's 〜ひとりで聴きたい恋の唄〜                     | 2010年3月17日  | DISC2/M11 | White Love                        |
| JAPANATION                                                  | 2010年7月7日   | M11       | Body & Soul(Re Track)             |

## ライブ

### 概要
- SPEEDのライブのタイトルは主にライブの前にリリースされたアルバム名からとられたものになっており、そのアルバムからの楽曲が中心のセットリストになっている。
- 2013年現在でも第1期時代のシングル曲は人気が高く、中でもデビューシングル「Body & Soul」から8thシングル「ALL MY TRUE LOVE」まではセットリストから外されたことが一度もない。
- ライブ会場は地方都市をホールクラスで開催するのを中心とし、大都市ではアリーナクラス（第1期時代にはドームクラスも）での公演が開催されている。また解散前のラストツアーであった「SPEED DOME TOUR 1999 REAL LIFE」では、ドーム会場のみのライブツアーを行った。
- 2013年現在計10本の単独ライブを開催し、そのうち2本は音源化、6本は映像化されている（その作品リストについては作品の項を参照）。また、ライブ総動員数は100万人を超えている。

## 出演
※メンバー個人での出演作については、各項目を参照。

### テレビ番組
- THE夜もヒッパレ（1995 - 1999年）日本テレビ） - レギュラー
- アムロ今田きっとNo.1（1996 - 1997年）日本テレビ） - レギュラー

### 映画
- アンドロメディア（1998年、松竹） 『日刊スポーツ映画大賞』新人賞

#### その他
- 24時間テレビ 「愛は地球を救う」（1999年・2008年・2009年・2010年・2011年、日本テレビ）
  - 2009年は、完全復活した前年に引き続き出演し、ベストアルバム『SPEEDLAND』からの3曲をメドレー形式で歌唱した。
- スーパーライブ SPEED in 武道館（2009年11月28日放送、NHK BS2）
  - 6年ぶりとなった自身5度目のライブツアー『FamilyMart presents SPEED LIVE 2009 -Welcome to SPEEDLAND-』の日本武道館公演の模様とインタビューを交えたものが、約1時間半放送された。
  - 2010年1月15日には、NHK BS hiで再放送された。
- HAISAI 2010 IN沖縄 涙!感動!!ダンスキッズの頂上決戦（2010年5月5日放送、テレビ東京）
  - ゲスト出演したダンス]大会「HAISAI 2010 IN OKINAWA, JAPAN STREET DANCE CHAMPIONSHUPS」の模様が、テレビ東京系列全国6局と沖縄テレビ放送でダイジェスト放送された。
- SPEED LIVE 2010〜GLOWING SUNFLOWER〜（2010年8月5日放送、WOWOW）
  - 自身6度目のライブツアー『SPEED LIVE 2010〜GLOWING SUNFLOWER〜』の大阪城ホール公演の模様とラジオ風質問コーナーを交えたものが、デビュー日である8月5日に合わせて1時間半放送された。

### ラジオ番組

#### レギュラー番組（過去）
- ハイ!SPEEDで行こう!（1996年 - 2000年、ニッポン放送）

#### 単発番組
- SPEEDのオールナイトニッポン（2003年、2008年、ニッポン放送）
- ハイ!SPEEDでもっかい行ってみよう!（2010年4月11日、ニッポン放送）
  - 上記の自身唯一のラジオ冠番組『ハイ!SPEEDで行こう!』の特番として一夜限りで放送された。
- ハイ! SPEEDで行こう! 2021（2021年1月3日、ニッポン放送)
  - 『SPEED MUSIC BOX - ALL THE MEMORIES -』の発売を記念して、プロデューサーの伊秩弘将をゲストに一夜限りの復活。島袋寛子以外のメンバーの出演はなし。

### テレビCM
- 日清シスコ「シスコーン」「ダイエットシスコーン」
- アサヒ飲料 三ツ矢サイダー「さわやかぶどう・レモン・グレープフルーツ」
- ロート製薬「ロートZi:リセ」「キャンパスリップ」
- 資生堂「ティセラ エンジェルドロップ」
- 日清食品「日清焼そばU.F.O.」
- セイコーエプソン「カラリオ」
- 明治製菓「きのこの山・たけのこの里」「クリフ」「フーア」「ダンス」「手作りチョコレート」
- 日本ケンタッキー・フライド・チキン「ピザハット」
- 日本電信電話（NTT）「タイムプラス」「テレチョイス」「わくわく新生活フェア」
- ECC英会話「ECCジュニア」
- NHK「NHKデジタルハイビジョン」（NHKではCMの概念はなく、スポット番組として扱われる）
- ウォルト・ディズニー・スタジオ・ホーム・エンターテインメント「スティッチ! 傑作エピソード集/すきすき!エンジェル」（ナレーション）（2009年）
- イオン「トップバリュ・HEATFACT」（2010年）